# 葉國文
葉國文，男，（1972年11月12日—），明新科技大學電子工程計算機工程組，新竹市政府市政顧問，新竹市香村社區發展協會理事長，台灣民眾黨成員。
2022年參選新竹市議員，7月12日與民眾黨新竹市長參選人高虹安共同成立香山區聯合服務處。10月20日被舉報在6月間對選區內陳女擔任理事長的某社團法人協會捐助金錢，作為設籍選舉區內學生獎學金．涉嫌賄選，以20萬元交保並限制住居。選舉結果，葉國文以3518票落選。2024年4月16日，新竹地院認為葉2人賄選罪證不足，無法認定有對價關係，一審與二審均判無罪。
2025年1月19日，當選台灣民眾黨中央委員票選委員。

## 選舉紀錄
| 年度 | 選舉屆數             | 選舉區         | 所屬政黨   | 得票數 | 得票率 | 當選標記 | 備註 |
| ---- | -------------------- | -------------- | ---------- | ------ | ------ | -------- | ---- |
| 2018 | 第三屆新竹市議員選舉 | 新竹市第五選區 | 無黨籍     | 1,039  | 2.53%  |          |      |
| 2022 | 第四屆新竹市議員選舉 | 新竹市第五選區 | 臺灣民眾黨 | 3,518  | 8.86%  |          |      |

## 外部連結
- 葉國文的Facebook專頁
- 葉國文的Instagram帳戶